# Józef Niezwojewski
Józef Niezwojewski herbu Hołobok – podstoli żytomierski w latach 1785–1794, łowczy żytomierski w latach 1772–1785.
Był komisarzem Sejmu Czteroletniego z powiatu kijowskiego województwa kijowskiego do szacowania intrat dóbr ziemskich w 1789 roku.